# Abacusspiele

Logo

Abacusspiele ist ein deutscher Spieleverlag mit Sitz in Dreieich, der 1989 von Matthias Senke und Joe Nikisch gegründet wurde.

## Geschichte
Der Verlag Abacusspiele wurde am 1. Juni 1989 von Matthias Senke und Joe Nikisch in Dreieich bei Frankfurt am Main gegründet. Joe Nikisch war zu dieser Zeit auch Geschäftsführer von Amigo und bis 1990 Produktmanager bei Hexagames. Eines der ersten Spiele des Verlages wurde das Geschicklichkeitsspiel Piratenbillard. Bereits 1990 gelang Abacus mit dem Spiel Dicke Kartoffeln von Doris Matthäus und Frank Nestel mit Platz 10 die erste Platzierung beim Deutschen Spiele Preis.
1990 wurde ein Grafiker zu Abacus hinzugeholt und das Privatunternehmen in eine KG umgewandelt. 1994 schied Matthias Senke als Inhaber aus und ab 1996 war Joe Nikisch Alleininhaber von Abacusspiele. 1994 erschien mit Volle Lotte das erste der bis heute erfolgreichen Karten- und Würfelspielserie. 1998 wurde Anno Domini von Urs Hostettler in das Programm aufgenommen und 1999 wurde Mamma Mia von Uwe Rosenberg auf die Auswahlliste zum Spiel des Jahres aufgenommen.
2003 begann Abacusspiele die Zusammenarbeit mit Michael Schacht und brachte dessen Spiel Coloretto auf den Markt. Der Nachfolger, Zooloretto, wurde 2007 auf der Nürnberger Spielwarenmesse präsentiert; im gleichen Jahr wurde das Spiel Gewinner der Spiel des Jahres und belegte Platz 5 beim Deutschen Spiele Preis. 2013 konnte sich das Kartenspiel Hanabi von Antoine Bauza als Spiel des Jahres durchsetzen und 2016 wurde das Spiel Leo muss zum Friseur von Leo Colovini zum Kinderspiel des Jahres nominiert.

## Spiele (Auswahl)
1990Dicke Kartoffeln (Doris Matthäus, Frank Nestel)
Piratenbillard (Reinhold Wittig)
Airlines (Alan R. Moon)
1991Pony Express (Alan R. Moon)
African Queen (Alex Randolph)
1993Ali Baba (Ian Livingstone)
1994An den Ufern des Nils (Hanno und Wilfried Kuhn)
1995Medici (Reiner Knizia)
1996Downtown (Bernhard Weber)
Olé (Wolfgang Panning)
1997Canyon (Frederick A. Herschler)
Dream Team (Hartmut Witt)
Mini Inkognito (Leo Colovini, Alex Randolph)
Kismet (Wolfgang Panning)
Husarengolf (Torsten Marold)
1998Samarkand (Sid Sackson)
Bretonenboule (Franz Josef Lamminger)
Anno Domini (Urs Hostettler; bis 2018 >30 Ausgaben)
Ein solches Ding (Urs Hostettler)
1999Mamma Mia (Uwe Rosenberg)
2000Knatsch (Michael Schacht)
Schweinsgalopp (Heinz Meister)
2002Bang! (Emiliano Sciarra)
2003Paris Paris (Michael Schacht)
Coloretto (Michael Schacht)
Maya (Bernd Eisenstein)
2004Hansa (Michael Schacht)
Das Spiel (Würfelspiel) (Reinhold Wittig; Neuauflage)
Wie ich die Welt sehe (Urs Hostettler)
2005China (Michael Schacht)
Coloretto Amazonas (Michael Schacht)
2006Nottingham (Uwe Rosenberg)
Maestro Leonardo (Acchittocca)
Tichu (Urs Hostettler)
2007Zooloretto (Michael Schacht)
Darjeeling (Günter Burkhardt)
Race for the Galaxy (Tom Lehmann)
2008Aquaretto (Michael Schacht)
Shanghaien (Michael Schacht, Roman Pelek)
2009Bonnie and Clyde (Mike Fitzgerald)
Bürger, Baumeister & Co. (Michael Schacht)
Turandot (Stefano Castelli)
Valdora (Michael Schacht)
2010Hanabi (Antoine Bauza)
Jerusalem (Michele Mura)
2011Airlines Europe (Alan R. Moon)
2012Africana (Michael Schacht)
Samurai Sword (Emiliano Sciarra)
Zooloretto: Das Würfelspiel (Michael Schacht)
2013BANG! The Dice Game (Michael Palm, Lukas Zach)
Alles Käse! (Meelis Looveer)
Ricochet Robots (Alex Randolph)
2014Chimera (Ralph H. Anderson)
Han (Michael Schacht)
Limes (Martyn F)
Oink! (Inon Kohn)
Royals (Peter Hawes)
2015Cacao (Phil Walker-Harding)
Arboretum (Dan Cassar)
MammuZ (Nikolay Pegasov)
2016Leo muss zum Friseur (Leo Colovini)
Jolly & Roger (Shaun Graham, Scott Huntington)
Micro Robots (Andreas Kuhnekath)
Game of Trains
Black Spy (Alan R. Moon)
2017Century: Die Gewürzstraße (Emerson Matsuuchi)
Zooloretto Duell (Michael Schacht)
Das Vermächtnis des Maharaja (Michael Schacht)
NMBR 9 (Peter Wichmann)
Deckscape (Martino Chiacchiera, Silvano Sorrentino)
3 Secrets (Martino Chiacchiera, Pierluca Zizzi)
2018Party Bugs (Martino Chiacchiera)
Alles an Bord?! (Carlo A. Rossi)
Pizza Monsters (Michael Schacht)
City of Rome (Matthew Dunstan, Brett J. Gilbert)
Sherlock
2019Crazy Eggz (Roberto Fraga)
Team3 Pink (Alex Cutler, Matt Fantastic)
Team3 Green (Alex Cutler, Matt Fantastic)
Tajuto (Reiner Knizia)
So ein Mist (Rüdiger Dorn)
 Pearls (Christian Fiore, Knut Happel)
Decktective: Blutrote Rosen (Martino Chiacchiera, Silvano Sorrentino)
2020Instacrime: Munford (Francisco Gallego Arredondo)
Fringers (Asger Harding Granerud, Daniel Skjold Pedersen)

## Auszeichnungen
| 1990Platz 10 für Dicke Kartoffeln; Doris Matthäus 1998Platz 5 für Canyon 1999Platz 8 für Mamma Mia 2003Platz 4 für Paris Paris Platz 9 für Coloretto 2004Platz 9 für Hansa 2007Platz 5 für Zooloretto 2009Platz 6 für Valdora 2012Platz 9 für Africana 2013Platz 6 für Hanabi 2015Platz 7 für Cacao 2016Deutscher Kinderspiele Preis für Leo muss zum Friseur | 1997Sonderpreis Geschicklichkeitsspiel für Husarengolf 2007Auszeichnung Spiel des Jahres 2007 für Zooloretto 2013Auszeichnung Spiel des Jahres 2013 für Hanabi 2016Nominierung Kinderspiel des Jahres für Leo muss zum Friseur 2009Preisträger im Bereich Familienspiele für Bonnie und Clyde 2014MinD-Spieletipp für Hanabi |